# Comuna Aromatne, Bahciîsarai
Aromatne (în ucraineană Ароматне) este o comună în raionul Bahciîsarai, Republica Autonomă Crimeea, Ucraina, formată din satele Aromatne (reședința), Malovîdne, Repine, Rozove și Viktorivka.

## Demografie
Componența lingvistică a comunei Aromatne
     Rusă (46,68%)
     Tătară crimeeană (41,82%)
     Ucraineană (7,73%)
     Alte limbi (0,29%)
Conform recensământului din 2001, nu exista o limbă vorbită de majoritatea populației, aceasta fiind compusă din vorbitori de rusă (46,68%), tătară crimeeană (41,82%) și ucraineană (7,73%).